# Leichtathletik-Verband Brandenburg

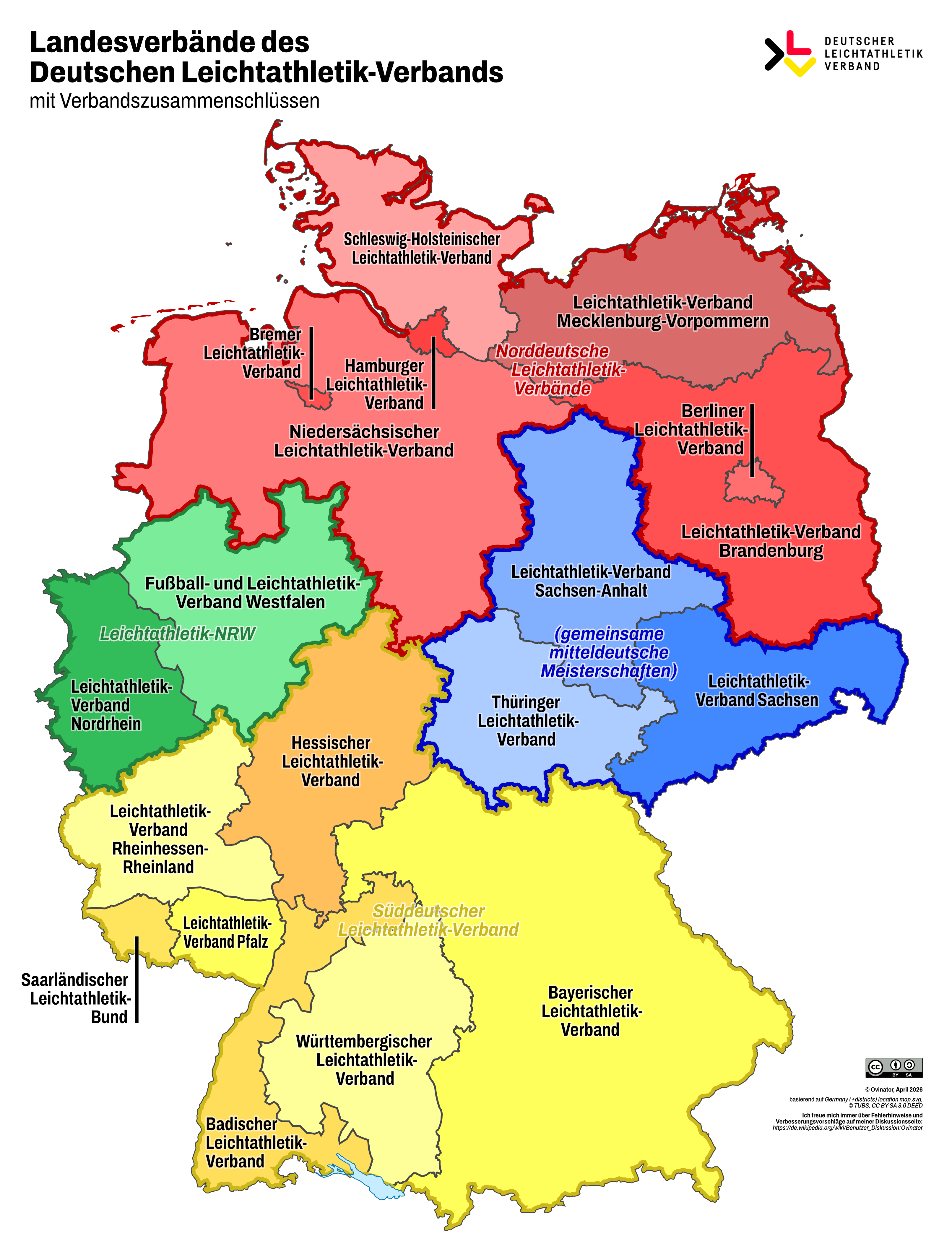
LVB in Deutschland

Der Leichtathletik-Verband Brandenburg (LVB) ist der Dachverband der Leichtathletik in Brandenburg. Er zählt mit Stand vom August 2025 insgesamt 150 Mitgliedsvereine. Er ist einer der 19 Landesverbände des Deutschen Leichtathletik-Verbandes (DLV).
Der LVB ist Mitglied im Landessportbund Brandenburg.